# Erhard Adolf Matthiessen
Erhard Adolf Matthiessen (* 7. Oktober 1763 in Altona; † 1. November 1831 ebenda) war ein deutscher Jurist, Kaufmann und Ratsherr.

## Leben
Erhard Adolf Matthiessen war der Sohn vom Kaufmann und Ratsherrn Conrad Matthiessen (* Dezember 1723; † 15. Juni 1789) sowie dessen Ehefrau Agneta Gertrud Fleisch (* unbekannt; † April 1794). Sein Vater war der Sohn des Walfängers Otto Matthiessen und gründete in Altona das Fischerei- und Handelsinstitut.
Erhard Adolf Matthiessen studierte Jura in Göttingen. Er war Lizentiat der Rechte und Kassierer beim Bank-Comptoir in Altona. 1788 wurde er bei der Gründung der Speciesbank deren Revisor. Am 29. Oktober 1790 erfolgte die Ernennung zum gelehrten Ratsherrn. Am 6. März 1795 wurde er Vicepolizeimeister in Altona. Nach dem Tod seines Bruders Otto, der am 16. Dezember 1796 starb, übernahm er daraufhin dessen Geschäft und war der Eigentümer der Matthiessenschen Handlung in Altona; hierdurch wurde er am 29. März 1797 kaufmännischer Ratsherr in Altona. Seit dem 11. März 1808 war er auch Mitglied des Commerz-Kollegiums, einer Interessen-Vertretung der Altonaer Kolonialhandelsherren. 1817 wurde er General-Administrator der Pupillengelder (= Waisengelder). Am 7. März 1820 wurde er zum dänischen wirklichen Justizrat ernannt, bat allerdings bereits am 5. Januar 1821 um seine Entlassung.
Erhard Adolf Matthiessen war verheiratet mit Katharina Elisabeth Niemeyer, die noch vor ihm starb, und mit der er zusammen vier Söhne und eine Tochter hatte.

## Werke
- Tabulae ad expeditiorem calculiim logarithmi summae vel differentiae duarum quantitalum per logarilhmos tanlum datarum; oder Tafeln zur bequemern Berechnung des Logarithmen der Summa oder Differenz zweier Größen, welche selbst nur durch ihre Logarithmen gegeben sind. J. F. Hammerich, Altona 1817.
- Gemeine Logarithmen der natürlichen Zahlen von 1 bis 10000, geordnet, revidiert und stereotypirt. Das. 1823.
- Lieder, launige Erzählungen, gereimte Einfälle und Scherze. Das., gedr. bei C. G. Pinkvoß. 1823.
- Kleine Aufsätze in den Altonaer Adress-Comtoir- und in Prof. Schumachers Astronomischen Nachrichten.